# Confezionatrice verticale
La confezionatrice verticale (sigla comunemente utilizzata VFFS, dall'inglese Vertical Form Fill and Seal machine) è una macchina per imballaggio che avvolge il prodotto da incartare in un tubo e lo sigilla.
La macchina termosalda il nastro dell'incarto trasformandolo in un tubo, tramite un sistema di dosaggio esterno scarica il prodotto da confezionare all'interno del tubo e successivamente salda e taglia la porzione di tubo contenente il prodotto scaricato, ottenendo una busta quale, ad esempio, quella delle patatine, delle caramelle, del detersivo.
L'incarto è una bobina di materiale termosaldabile: polipropilene o polietilene o combinazioni di essi, tra loro o con altri materiali quali ad esempio carta o tessuto non tessuto.
Caratteristiche peculiari di questo tipo di macchina sono:
- L'alimentazione del prodotto per caduta. I sistemi di dosaggio possono essere: pesatrici multiteste, dosatori a coclea, dosatori a tazze.
- La presenza di tre (o più) termosaldature sulla confezione: orizzontale superiore, orizzontale inferiore e verticale (che può essere più di una). I sistemi di termosaldatura sono svariati ma principalmente si utilizzano: barra calda, impulso e di recente gli ultrasuoni.